# Francis Clark Howell
Francis Clark Howell (* 27. November 1925 in Kansas City, Missouri; † 10. März 2007 in Berkeley, Kalifornien) war ein US-amerikanischer Paläoanthropologe. In den USA galt Howell als der bedeutendste Vertreter einer interdisziplinären Vorgehensweise beim Erforschen der Stammesgeschichte des Menschen im 20. Jahrhundert.

## Werdegang
Howell wuchs auf einer kleinen Farm in Kansas auf und besuchte dort bis 1937 eine einklassige Schule. Nachdem verheerende Staubstürme die wirtschaftliche Existenz der Familie vernichtet und die Region in eine „Dust Bowl“ verwandelt hatten, wurde Howells Vater als Handelsvertreter tätig, worunter die weitere Schulausbildung litt. Im Zweiten Weltkrieg tat Howell Dienst in der US-Marine, danach lernte er im American Museum of Natural History die Paläontologen George Gaylord Simpson und Ralph von Koenigswald kennen, was ihn dazu bewog, an der University of Chicago unter Berufung auf die G. I. Bill of Rights Anthropologie zu studieren. Im Januar 1947 begann er seine Undergraduate studies, später erwarb er den Master-Grad und 1953 schließlich – gleichfalls in Chicago bei Sherwood L. Washburn – den Doktorgrad in Anthropologie mit einer Studie über die Knochenbau der Schädelbasis beim Menschen.
Im Anschluss an sein Doktor-Examen unterrichtete F. Clark Howell von 1953 bis 1955 an der Washington University in St. Louis das Fach Anatomie. 1954 forschte er ein halbes Jahr in Afrika und freundete sich während dieses Aufenthalts mit den Paläoanthropologen Raymond Dart, Louis Leakey und Mary Leakey an.
Von 1955 bis 1970 war er mit wachsenden Führungsaufgaben Hochschullehrer für Anthropologie an der University of Chicago, danach bis zu seiner Emeritierung im Jahr 1991 an der University of California, Berkeley.

## Forschungsthemen
Anfangs war Howell vor allem an der Erforschung europäischer Neandertaler interessiert. Auf ihn geht die heute noch gültige Auffassung zurück, dass die anatomischen Besonderheiten des Neandertalers als Anpassung an die periglazialen Gebiete Europas entstanden.
Gemeinsam mit Sherwood L. Washburn sorgte er dann seit seiner ersten Afrika-Reise im Jahr 1954 dafür, dass auf diesem Kontinent verstärkt nach frühen Vormenschen gegraben wurde. Im Nachruf der Universität Berkeley hieß es, seine bedeutendste Leistung bestehe darin, dass er dafür sorgte, dass bei Grabungen heute überall u. a. Geologen, Klimatologen, Ökologen, Archäologen und Evolutionsbiologen mit den Paläoanthropologen zusammenarbeiten.
In Isimila bei Iringa (Tansania) entdeckte Howell 1957/58 260.000 Jahre alte Steinwerkzeuge aus dem Acheuléen, darunter einige ungewöhnlich große Faustkeile. 1961 bis 1963 war er an Ausgrabungen in Spanien beteiligt, wo 300.000 bis 400.000 Jahre altes Steingerät geborgen wurde. Jedoch war es ihm nicht vergönnt, schrieb Phillip Tobias in seinem Nachruf in Science, dass er in diesen Grabungskampagnen auch die Überreste der Menschen entdeckte, die solche Werkzeuge hergestellt hatten.
Die von ihm im Rahmen der International Omo Research Expedition zwischen 1967 und 1973 organisierten Grabungskampagnen am Omo-Fluss in Äthiopien brachten hingegen zahlreiche Überreste von Australopithecinen zutage. Weitere Grabungen unternahm er in Kenia, Tansania, der Türkei, in Spanien und China. Auch nach seiner Emeritierung arbeitete Howell – gemeinsam mit Tim White – an der Analyse von Knochenfunden aus der äthiopischen Awash-Region.
1970 gründeten er und John Desmond Clark in Berkeley das Laboratory for Human Evolutionary Studies, das später in Human Evolution Research Center umbenannt wurde und gemeinsam von ihm und Tim White geleitet wurde. Als Trustee der Leakey Foundation sorgte er jahrzehntelang dafür, dass Stipendien der Stiftung für anthropologische Forschungsvorhaben vergeben wurden. Ohne diese Förderung wären auch die Studien von Jane Goodall an Schimpansen, von Birutė Galdikas an Orang-Utans und von Dian Fossey an Gorillas nicht möglich gewesen.
Bei Howell war ein Jahr vor seinem Tod eine Krebserkrankung diagnostiziert worden. Er starb zuhause in Berkeley und hinterließ seine Ehefrau, eine Tochter und einen Sohn. Bereits zu Lebzeiten wurden sechs neu beschriebene Arten und eine Unterart ihm zu Ehren mit dem Epitheton howelli benannt.

## Ehrungen
Howell war Mitglied der National Academy of Sciences und der American Academy of Arts and Sciences, der American Philosophical Society und der American Association for the Advancement of Science. Er war Ehrenmitglied des Royal Anthropological Institute of Great Britain and Ireland, der französischen Académie des sciences und der Royal Society of South Africa.
1998 wurde er mit dem Leakey Prize ausgezeichnet und im gleichen Jahr von der American Association of Physical Anthropologists mit dem Charles Robert Darwin Award für sein Lebenswerk auf dem Gebiet der Anthropologie. Bereits 1993 war ihm der Franklin L. Burr Award der National Geographic Society zuerkannt worden. Am 25. April 2013 wurde ein Asteroid nach ihm benannt: (52057) Clarkhowell.

## Schriften (Auswahl)
- Early Man. Time-Life Books, 1970.
  - deutsch: Der Mensch der Vorzeit. Time-Life International, Frankfurt am Main 1966; Neuausgabe: Time-Life International, Frankfurt am Main 1969.
- Hominidae. Kapitel 10 in: Vincent J. Maglio und H. Basil S. Cooke (Hrsg.): Evolution of African Mammals. Harvard University Press, Cambridge (MA) 1979, S. 154–248, ISBN 978-0-674-27075-6.
- The place of Neanderthal man in human evolution. In: American Journal of Physical Anthropology. Band 9, Nr. 4, 1951, S. 379–416, doi:10.1002/ajpa.1330090402.

## Belege
1. ↑  „F. Clark Howell was the principal architect and prime mover of the multidisciplinary study of human evolution in the past half-century.“ Zitiert aus Tim White: F. Clark Howell (1925–2007). In: Nature. Band 447, S. 52, 2007, doi:10.1038/447052a.
2. ↑  www.biography.com. (Memento vom 30. September 2007 im Internet Archive)
3. ↑  Phillip Tobias: Francis Clark Howell (1925–2007). In: Science. Band 316, Nr. 5827, 2007, S. 995, doi:10.1126/science.1142771.
4. ↑  „He was a pioneer in the organization of multi-disciplinary research teams, bringing together geologists, paleontologists, biologists, archaeologists, and physical anthropologists to investigate the fossil record of human evolution from many perspectives.“ National Center for Science Education: F. Clark Howell dies. Auf: ncse.com vom 13. März 2007.
5. ↑  F. Clark Howell et al.: Uranium-series Dating of Bone from the Isimila Prehistoric Site, Tanzania. In: Nature. Band 237, 1972, S. 51–52, doi:10.1038/237051a0.
6. ↑  Webseite des Human Evolution Research Center (Stand: 2016). (Memento vom 22. Februar 2015 im Internet Archive)
 Webseite des Human Evolution Research Center (Stand: Februar 2022).
7. ↑  Famed paleoanthropologist Clark Howell has died. Auf: berkeley.edu vom 13. März 2007.

| Personendaten    | Personendaten                       |
| ---------------- | ----------------------------------- |
| NAME             | Howell, Francis Clark               |
| ALTERNATIVNAMEN  | Howell, F. Clark                    |
| KURZBESCHREIBUNG | US-amerikanischer Paläoanthropologe |
| GEBURTSDATUM     | 27. November 1925                   |
| GEBURTSORT       | Kansas City, Missouri               |
| STERBEDATUM      | 10. März 2007                       |
| STERBEORT        | Berkeley, Kalifornien               |